# Luce cinerea di Venere
Con luce cinerea di Venere, in inglese Ashen light (letteralmente luce cinerea, erroneamente tradotto come  luce di Ashen), si indica un presunto bagliore debolmente visibile sul lato notturno del pianeta Venere.
Idealmente simile alla luce cinerea sulla Luna, seppur non così intensa come luminosità, fu osservata per la prima volta dall'astronomo Giovanni Battista Riccioli il 9 gennaio 1643 e successivamente avvistata frequentemente da diversi ricercatori tra i quali Sir William Herschel, Sir Patrick Moore, Dale P. Cruikshank e William K. Hartmann.
Prima dello sviluppo di telescopi più potenti, l'astronomo Franz von Gruithuisen credeva che la luce cinerea di Venere fosse dovuta a fuochi celebrativi per un nuovo imperatore venusiano, e in seguito credette che fossero gli abitanti a bruciare la vegetazione per fare spazio per nuovi campi coltivabili.

## Tentativi di rilevamento
Nel corso di numerose missioni spaziali si è cercato di registrare la luce cinerea di Venere nella speranza di confermare quanto Riccioli e altri avevano dichiarato. Ci sono alcune ipotesi che cercano di spiegare questo fenomeno astronomico.
Un tentativo di avvistamento è stato condotto alle Hawaii utilizzando il telescopio Keck 1. I ricercatori hanno dichiarato di aver visto un debole bagliore verde sul lato notturno di Venere, sospettando che fosse dovuto all'anidride carbonica che è risaputo essere presente in grandi quantità nell'atmosfera del pianeta. Quando le molecole vengono colpite dalla radiazione ultravioletta proveniente dal Sole si dissociano in monossido di carbonio e ossigeno emettendo una luce verde. Tuttavia la luce emessa è molto debole e i ricercatori dubitano che questa possa essere la spiegazione che sta dietro al fenomeno osservato su Venere.
Altre osservazioni ottiche sono state registrate con gli strumenti attuali. Per esempio, lo spettrometro di Venera 9 vide pulsazioni ottiche irregolari.
Gli astronomi dilettanti che volessero tentare di vedere la luce cinerea di Venere possono provare utilizzando una barra occultatrice, una maschera opaca per gli occhi. Queste lenti bloccano la porzione di venere illuminata dalla luce solare che sovrasta le luci estranee che possono raggiungere l'occhio, incrementando le possibilità di vedere il debole bagliore. Tuttavia, la luce di Venere diffusa dall'atmosfera terrestre e nelle lenti del telescopio costituiscono un impedimento per l'osservatore, inoltre è piuttosto complicato trovare le tempistiche corrette. Ciò nonostante, sono stati individuati i momenti in cui la luce diffusa dalla terra è parzialmente coperta dalla Luna. Per esempio il 17 luglio 2001 l'andamento crescente della luna nascose temporaneamente la parte illuminata di Venere. Sfortunatamente il luogo ideale per sfruttare questo occultamento quasi perfetto era da qualche parte nell'Oceano Atlantico, e queste condizioni rimasero solamente per un tempo tra i 10 e 20 secondi.

## Altre ipotesi
Un'altra ipotesi sostiene che la causa della luce cinerea di Venere sia il fulmine. Se in un certo periodo di tempo si scatenano numerosi fulmini, la sequenza può dare luogo a un bagliore nei cieli di Venere, se questo si verifica nell'emisfero notturno. In un articolo pubblicato il 18 gennaio sulla rivista Nature, un gruppo di astronomi dell'università dello Iowa (Donald A. Gurnett e altri sette colleghi) espresse dubbi riguardo alla veridicità di questa ipotesi. In seguito all'esame dei dati rilevati dalla sonda Cassini, che si avvicinò a Venere nel 1998 e nel 1999, il team concluse non ci furono rilevazioni di alcuna onda ad alta frequenza. Sulla Terra è possibile sentire rumore delle scariche sulle stazioni radio AM durante le tempeste con fulmini, un rumore simile avrebbe dovuto essere presente.
Nel 2007 la sonda Venus Express rilevò un fenomeno noto come whistler confermando la presenza di fulmini su Venere. L'ipotesi dei fulmini sembra sia la più promettente, supportata da diversi astronomi, tra cui due ricercatori i cui articoli e le cui scoperte sono riportate nel paragrafo successivo.

### Russell e Phillips
Christopher T. Russell dell'Institute of Geophysics and Planetary Physics dell'Università della California a Los Angeles e J. L. Phillips del Los Alamos National Laboratory di Los Alamos, New Mexico hanno utilizzato un approccio matematico per capire esattamente da cosa sia causata la luce cinerea di Venere. L'ipotesi più verosimile, come spiegato nell'articolo, è che sia dovuto a fulmini su Venere. Entrambi ritengono che il fenomeno si sia verificato, sostenendo nel loro artico che:
La rappresentazione grafica in  Figura 1 (GIF), su www-ssc.igpp.ucla.edu. URL consultato il 20 agosto 2010 (archiviato dall'url originale il 26 giugno 2019). mostra gli avvistamenti della luce cinerea di Venere in funzione dell'angolo Terra-Sole-Venere sia prima che dopo una congiunzione inferiore.
La linea continua nel grafico superiore mostra il numero di avvistamenti tra il 1954 e il 1962, mentre nel grafico inferiore gli stessi avvistamenti normalizzati al numero di osservazioni, di quella magnitudo, dell'angolo Terra-Sole-Venere. La linea tratteggiata in ciascun grafico rappresenta la funzione di probabilità normalizzata allo stesso valore delle osservazioni...
Noi interpretiamo il diagramma come segue, assumendo che gli osservatori stiano costantemente osservando Venere in modo da fornire un numero simile di osservazioni ad ogni longitudine. Per angoli Terra-Sole-Venere grandi è più difficile osservare a causa della distanza. Inoltre la percentuale dell'emisfero illuminato è maggiore rendendo più complicata la visione della luce cinerea. Ci aspetteremmo che il processo che causi il fenomeno si comporti allo stesso modo per ogni posizione relativa della Terra rispetto a Venere. La variazione riscontrata quindi deve essere dovuta alla possibilità di osservare il fenomeno dalla terra.»
(Russel e Phillips, The Ashen Light)

Posizioni astronomiche

Assumendo che il luogo e le capacità di osservare siano in nostro favore, vale a dire non dobbiamo essere nel mezzo dell'oceano con strumenti tecnici che ci permettano di vedere senza subire danni agli occhi, Russel e Philips trovarono che era possibile replicare le caratteristiche comuni egli avvistamenti misurati nella figura precedente. Per chi fosse interessato negli aspetti matematici, una spiegazione più dettagliata si può trovare nell'articolo stesso.
Prendendo in considerazione il limitato numero di osservazioni e la "semplicità del modello", secondo Russel e Phillips, la relazione tra gli avvistamenti e i calcoli sembra apportare nuove speranze nello scoprire la vera causa del fenomeno. La relazione supporta l'ipotesi che la sorgente della luce abbia luogo principalmente nel lato notturno di Venere. La distanza della Terra da Venere potrebbe essere un fattore che controlla la visibilità della luce, anche se la posizione specifica dell'osservatore sembra avere la sua influenza.